# 能瀬駅
能瀬駅（のせえき）は、石川県河北郡津幡町字能瀬にある、西日本旅客鉄道（JR西日本）七尾線の駅である。

## 歴史

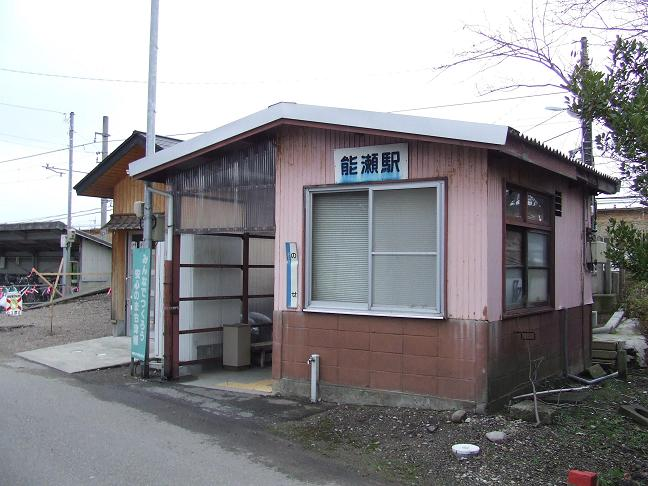
旧駅舎（2009年6月）

- 1960年（昭和35年）2月10日：日本国有鉄道（国鉄）七尾線の本津幡駅 - 宇野気駅間に新設開業（旅客駅）[1][2]。建設費全額を地元が負担して建設された請願駅で、鉄道弘済会が駅業務を行う業務委託駅であった[3]。
- 1972年（昭和47年）3月15日：無人駅化[4]。
- 1987年（昭和62年）4月1日：国鉄分割民営化に伴い、西日本旅客鉄道（JR西日本）の駅となる。
- 2020年（令和2年）12月8日：駅舎が建て替えられる[要出典]。
- 2021年（令和3年）3月13日：ICカード「ICOCA」の利用が可能となる[5][6][7]。
- 2024年（令和6年）9月30日：この日の16時をもって自動券売機を使用停止、撤去[8]。

## 駅構造
線路東側に単式ホーム1面1線を持つ地上駅（停留所）。七尾鉄道部管理の無人駅。ICOCAなどの交通系ICカードが利用可能となっているが、当駅にはIC専用の簡易改札機が設置されておらず、列車内での精算となる。

## 利用状況
「津幡町統計書」によると、近年の1日平均乗車人員は以下の通りである。
| 年度   | 1日平均 乗車人員 |
| ------ | ---------------- |
| 2001年 | 315              |
| 2002年 | 312              |
| 2003年 | 329              |
| 2004年 | 328              |
| 2005年 | 332              |
| 2006年 | 342              |
| 2007年 | 331              |
| 2008年 | 349              |
| 2009年 | 309              |
| 2010年 | 316              |
| 2011年 | 318              |
| 2012年 | 315              |
| 2013年 | 323              |
| 2014年 | 292              |
| 2015年 | 326              |
| 2016年 | 312              |
| 2017年 | 307              |
| 2018年 | 303              |
| 2019年 | 286              |

## 駅周辺
- 津幡町立英田小学校
- 石川県森林公園
- 国道159号[1]（津幡バイパス） - 当駅と並行[2]。
- 石川県道59号高松津幡線

## 隣の駅
西日本旅客鉄道（JR西日本）
■七尾線
本津幡駅 - 能瀬駅 - 宇野気駅